# イオンタウン富士南
イオンタウン富士南（イオンタウンふじみなみ）は、静岡県富士市鮫島に立地するイオンタウン株式会社（2011年11月20日まではイオンリテール株式会社）が開発・運営を行っているショッピングセンター。

## 概要
旭化成社宅跡地を賃借し、「イオン富士南ショッピングセンター」として2007年（平成19年）12月1日にオープン。
2階建のメイン棟と外部棟からなる。2011年11月21日に現名称に改称。

## 主要テナント
マックスバリュ東海を核店舗として開業。

## アクセス

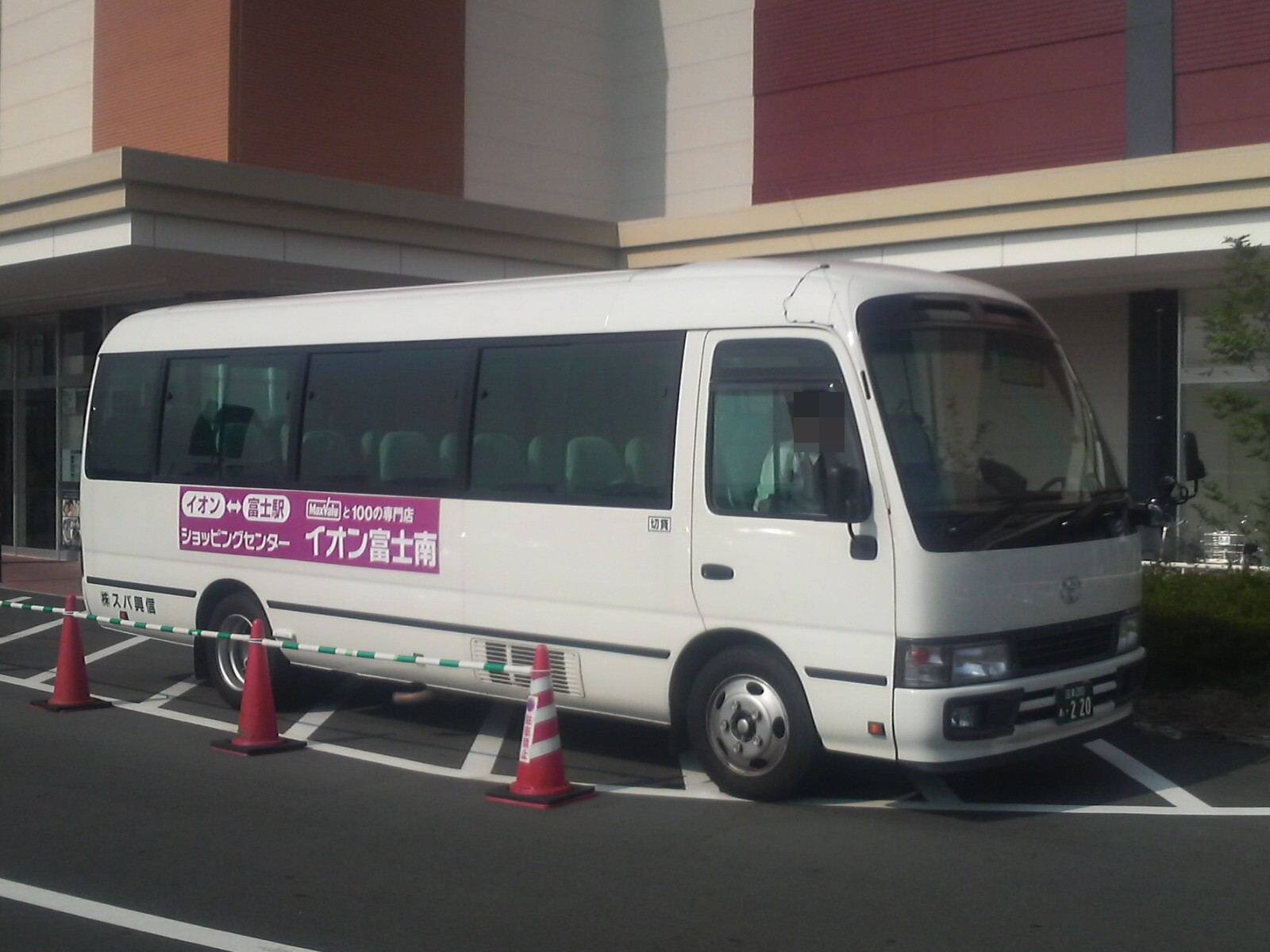
無料シャトルバス・富士駅線

- 国道1号下り車線（静岡方面行）に面している。[独自研究?]
- 最寄り駅は東海道新幹線新富士駅であるが、1km以上離れている。[独自研究?]
- 2016年3月31日までは富士駅南口～イオンタウン富士南間、吉原中央駅南～イオンタウン富士南間で無料シャトルバスが運行されていたが路線バス(下記に記載)の乗り入れに伴い廃止された。[要出典]
- 2016年4月1日からは富士急静岡バスにより「ゆりかご」富士駅南口～新富士駅～イオン富士南～市庁舎～吉原中央駅間が開業した。[要出典]
- 2017年11月6日からは街中循環バス「ぐるっとふじ」の運行が始まり、日中は同店に乗り入れるようになった。[要出典]